# Кондукт
Конду́кт (позднелат. conductus, от conduco — сводить [воедино] / собирать / стягивать) — средневековая песня на латинском языке, в основном на духовную (христианскую) тему. Расцвет жанра — во Франции во второй половине XII и в первой половине XIII веков. Авторы музыки и текстов кондуктов как правило неизвестны; среди известных по имени поэтов — Филипп Канцлер и Вальтер Шатильонский. На ранней стадии развития преобладали одноголосные кондукты, позднее появилось многоголосие. Специфическая черта композиции многоголосных кондуктов — отсутствие в теноре известной заданной мелодии (в отличие от органума и мотета, где cantus firmus был основой полифонической композиции).

## Термин
Термин встречается в нотных рукописях и музыкально-теоретических трактатах преимущественно французского происхождения, в XII — XIV веках. Несмотря на прозрачную этимологию (от лат. conduco сводить [воедино]), вывести из неё специфику кондукта проблематично. На поверхности лежит связь термина с техникой многоголосной композиции. Однако, эта этимологическая концепция не объясняет существование сотен одноголосных кондуктов. Согласно Б. Гиллингему (Gillingham 1991) conductus следует понимать в смысле сокращения, «стяжения» поэтической формы, установившейся в качестве нормативной для (более ранних по времени) секвенций и гимнов. Наиболее распространено опосредованное понимание термина как указателя на некое «совместное действие» (например, на совместное пение в литургической процессии). 
Существительное conductus в средневековых текстах склоняется по второму (мн.ч. conducti) либо по четвёртому (мн.ч. conductus) склонению.

## Характеристика
Кондукты функционировали как правило вне рамок канонического богослужения, хотя по содержанию и нередко связаны с ним (см. Паралитургическая музыка). Более того, Иоанн де Грокейо прямо свидетельствует о светском бытовании кондукта: его «обычно поют на пирах и празднествах для образованных и богатых людей и, извлекая отсюда название, [эту разновидность песни] именуют соответствующим словом conductus».
Кондукты могли петь в ходе литургических процессий — на Рождество и во время других церковных празднеств. Кроме того, сохранились литургические драмы (которые также исполнялись в церкви), где кондукт составлял часть формальной структуры. Функционирование целого ряда кондуктов на тексты светской тематики (особенно сатирических, «антеклерикальных», философских, «мифологических», элегических и мн. др.), исполнение которых за богослужением представить себе невозможно, остаётся неясным, представляет «огромную лакуну» (М. Эверист) в современном «кондуктоведении». 
Характерное отличие многоголосного кондукта от органума и мотета (других важнейших жанров Ars antiqua) — сочинение новой музыки на новосочинённый текст (а не обработка cantus prius factus). С этой точки зрения показательно также почти полное отсутствие в кондуктах (как одноголосных, так и многоголосных) контрафактуры, её примеры в кондуктах единичны.
Тематика кондукта весьма разнообразна, большинство текстов  — духовные стихи, парафразирующие Св. Писание, в том числе содержащие прямые обращения к Деве Марии и Христу. Около 10 процентов парижского корпуса кондуктов написаны на мемориальные и «окказиональные» тексты, откликающиеся на события тогдашней светской и церковной истории. В кондуктах встречаются сатирические («антиклерикальные»), нравоучительные, элегические и даже философские (богословские) тексты. Примерное представлении о стихе кондукта (с рефреном) даёт Luto carens et latere (автор текста — Филипп Канцлер; показаны первые 2 строфы):
| I. Luto carens et latere Transit Hebreus libere Novo novus charactere. (R.) In sicco mente munda Transit Hebreus libere Baptismi mundus unda.    | 1. Отринув грязь пленения, Еврей свободно шествует, С печатью обновления, Дорогой очищенья Еврей свободно шествует, Омыт волной Крещенья.     |
| II. Sortis tributum misere, Transit Hebreus libere Culpe recluso carcere. (R.) In sicco mente munda Transit Hebreus libere Baptismi mundus unda. | 2. Презрев судьбу ничтожную, Еврей свободно шествует, Покинув тьму безбожную, Дорогой очищенья Еврей свободно шествует, Омыт волной Крещенья. |

Ранние кондукты одноголосны, написаны в строфической форме, иногда с рефреном (такие кондукты также называются ронделями — rondellus); стихи — рифмованная силлабика или силлаботоника, способ распева силлабический. Вершина жанра — многоголосные кондукты в старогомофонной (моноритмической) фактуре, созданные в школе Нотр-Дам. По статистике сохранилось 439 одноголосных и 428 многоголосных кондуктов; последние преимущественно двухголосные (236 пьес) и трёхголосные (136); примеры четырёхголосных кондуктов единичны (11). Авторы музыки кондуктов как правило неизвестны; исключение составляют несколько кондуктов, приписываемых Перотину. 
В развитых многоголосных кондуктах часто встречаются разделы с нотированным ритмом (оригинальный термин — cauda, букв. «хвост»). Кондукты с такими разделами по-латыни именовались cum caudis («хвостатые»), без таковых — sine caudis («бесхвостые»). В «каудах»-вокализах распевался один (обычно первый или последний во фразе) слог текста; по этой причине такие разделы в старинной терминологии именовались термином лат. sine littera («бестекстовые»). В остальных разделах формы (где текст распевался силлабически) ритм, как правило, нотирован условно — графемами квадратной нотации, без систематического использования лигатур.
Местоположение кауд-вокализов показано на примере двухголосного кондукта «Luget Rachel iterum» (кауды выделены полужирным начертанием):
| Luget Rachel iterum Cuius dampnat uterum Filiorum orbitas. Lapso tabernaculo Quondam plena populo Sola sedet civitas. Languent Syon filiae Coditie Affligentes animam Cum non sit qui faciat, Nec veniat, Ad paschalem victimam... | Снова плачет Рахиль, чья утроба обречена на бездетность. С падением Храма город, некогда полный людей, пребывает в одиночестве. День ото дня увядают дщери Сиона, сокрушая свои души, ибо никто не совершает пасхальной жертвы. |

Интерес к кондуктам угас во второй половине XIII века, вероятно, в связи с бурным развитием конкурирующих жанров: в «высокой» музыке — мотетов, в куртуазной и «низкой» — песен на французском языке (баллада, рондо́, виреле, строфическая шансон). Последние яркие образцы (одно- и многоголосных) кондуктов — в поэтико-музыкальном сборнике «Роман о Фовеле» (составлен около 1317). Популярные образцы кондуктов: анонимные «Verbum patris humanatur», «Orientis partibus» (приурочен к Празднику осла), «Redit aetas aurea», кондукт Перотина «Beata viscera».
Для идентификации кондуктов в научной литературе принято использовать каталог Гордона Андерсона, опубликованный им в 1972-73 годах. Уникальный идентификатор состоит из прописной буквы латинского алфавита и арабской цифры, следующей без пробела, например, «Salve sancta parens patrie» (J58).

## Проблема ритмики кондуктов
Расшифровка кондуктов представляет значительные трудности с точки зрения корреляции стихового и музыкального метра. В отношении ритмической интерпретации мнения музыковедов разделились. Повод для возникновения научной полемики дала типичная для многих многоголосных кондуктов форма, в которой сочетаются силлабические и мелизматические (с «каудами») разделы. 
Группа исследователей-ревизионистов (Эрнест Сандерс, Кристофер Пейдж, Марк Эверист и др.) полагает, что мелизматические разделы следует расшифровывать «метрически», по законам модальной ритмики, а силлабические разделы предлагает интерпретировать как «неметрические ритмы» (англ. non-metrical rhythms). Неопределённость понятия соответственно выражается и в неопределённости ревизионистской расшифровки: «неметрические ритмы» транскрибируются черными нотными головками без штилей (подобно принятым издавна расшифровкам григорианского хорала). Проблема ритма, таким образом, перекладывается на музыкантов-исполнителей, которые вынужденно выполняют подобные «транскрипции» в меру собственного понимания средневековой ритмики. На практике ревизионистские интерпретации силлабических разделов кондуктов реализуются как «декламационно-рапсодические» (особенно в одноголосных произведениях, где не требуется синхронизации голосов по вертикали), либо в двухдольном метре. 
Группа исследователей-консерваторов (Гордон Андерсон, Ганс Тишлер, Джанет Кнапп и др.) считает, что многоголосный кондукт можно интерпретировать целиком в системе модальной ритмики. Аргументом для их позиции служит регистрация очевидного факта — кондукты включены в сборники других многоголосных сочинений Ars antiqua — метризованных органумов и мотетов, модальная интерпретация которых несомненна. Кроме того, они указывают на то, что все теоретики XIII века (анонимный Discantus positio vulgaris, Иоанн де Гарландия, Аноним IV, Аноним св. Эммерама и др.) очевидно  ставят многоголосный кондукт в один ряд с (модально ориентированными) органумом и мотетом. Отсутствие модально-ритмической нотации в «проблемных» кондуктах адепты «консервативной» интерпретации объясняют также «общекультурным» аргументом: в истории западноевропейской музыки письменная (теоретическая) фиксация правила появляется позже, чем памятники музыкальной нотации, имплицирующие использование этого правила.

## Рецепция
Подзаголовок первой части Пятой симфонии Г.Малера «Wie ein Kondukt» не имеет отношения к средневековому кондукту (хотя здесь используется то же слово); вся фраза означает «в духе пышных похорон».

## Издания
- Thirty-five conductus for two and three voices, ed. by Janet Knapp. New Haven: Yale University, 1965 (Collegium Musicum 6).
- Notre-Dame and related conductus. Opera omnia, transcribed and edited by Gordon Anderson. 9 vls. Henryville, Ottawa: Institute of Medieval Music, 1978-1988 (собрание кондуктов XII-XIII в.):

vol. 1. Four- and three-part conductus in the central sources. 1986. 176 p.
vol. 2. Three-part conductus in the central sources. 1986. 104 p.
vol. 3. Two-part conductus - transmitted in four and three central sources. 1981. - XXXVIII, 230 p.
vol. 4. Two-part conductus in the central sources. 1986. - IXL, 105 p.
vol. 5. Two-part conductus, unica in the four central sources. 1979. - L, 125 p.
vol. 6. One-part conductus - transmitted in Fascicle X of the Florence manuscript. 1981. - CX, 153 p.
[vol. 7. One-part conductus; том не был опубликован]
vol. 8. One-part conductus - the Latin rondeau répertoire. [1978]. - LXXVII, 69 p.
vol. 9. Three-part conductus in related sources. 1986. 134 p.
vol. 10. Two-part conductus in related sources. 1988. - XXXII, 108 p. ISBN 0931902258.
[vol. 11. Conductus known only by texts, inciplts, and citations. Commentary, study, and history of thirteenth-century conductus; том не был опубликован]
- The сonductus сollections of Ms. Wolfenbüttel 1099, ed. by Ethel Thurston. 3 vls. Madison (Wisconsin): A-R Editions, 1980.
- The earliest polyphonic art music. The 150 two-part conductus in the Notre-Dame manuscripts, ed. by Hans Tischler. 2 vls. Ottawa: Institute of Mediaeval Music, 2005-2006[10].

## Дискография
- Собрание кондуктов в 3 томах (Potter / O'Gorman / Covey-Crump)
- The Earliest Songbook in England (Gothic Voices)
- Music for the Lion-Hearted King (Gothic Voices)
- Perotin (Hilliard Ensemble)
- Richard Coeur de Lion (Alla Francesca)
- The Feast of Fools (New London Consort)